# Flashback
Pour les articles homonymes, voir Flashback.
Au cinéma et à la télévision, le flashback (ou flash-back, mot invariable) ou retour en arrière,, est un procédé d'écriture de scénario (technique narrative) qui, au sein de la continuité narrative, introduit une action (sous la forme d'un plan, d'une séquence, ou d'une scène) qui s'est déroulée chronologiquement avant l'action en cours.
Ce procédé est parfois utilisé pour apporter au spectateur des éléments nécessaires à la compréhension du comportement des personnages. Il peut également être utilisé à des fins poétiques, humoristiques, etc. Il peut aussi constituer l'essentiel du récit ; ce sont alors les actions du présent chronologique qui servent à mieux comprendre celles du passé.
Son équivalent littéraire est l'analepse.

## Limites du terme
Les limites de la notion de « flashback » sont parfois floues. En effet, pour qu'il y ait flashback, la scène chronologiquement antérieure doit être postérieure dans l'ordre narratif.
Dans Le Grand Bleu, l'ordre chronologique étant respecté, on ne peut parler de flashback bien que le début du film présente des similitudes avec les retours en arrière (effet noir et blanc, transition rapide entre l'enfance et l'âge adulte, nostalgie, traumatismes). Le fait pour un personnage de raconter une action passée ne relève pas non plus du flashback tant que l'image reste sur le présent, y compris pour une scène très longue comme lors d'un interrogatoire de police.
Le réalisateur Quentin Tarantino, pourtant connu pour ses scénarios à narration non linéaire avec allers-retours déroutants, préfère parler de « chapitres » à propos de ses œuvres,.
La notion de flashback pose également problème pour les films fantastiques où le héros utilise une machine extra-temporelle, comme dans la trilogie Retour vers le futur où le récit est linéaire, mais où l'on découvre le passé des personnages, ce passé étant bouleversé par les actions des voyageurs du temps.
Il y a aussi le cas d'une saga comme Star Wars, où la sortie en salle des trois premiers épisodes (Star Wars, épisode I : La Menace fantôme, Star Wars, épisode II : L'Attaque des clones et Star Wars, épisode III : La Revanche des Sith) est postérieure à celle des trois suivants (Star Wars, épisode IV : Un nouvel espoir, Star Wars, épisode V : L'Empire contre-attaque et Star Wars, épisode VI : Le Retour du Jedi), ce qui a constitué à l'origine une sorte de flashback géant (le terme spécifique étant « prequel », par opposition à sequel, et francisé en préquelle) pour les spectateurs de l'époque ayant vu préalablement les trois volets originaux, mais dont l'effet s'est considérablement atténué du fait que les épisodes sont aujourd'hui diffusés dans l'ordre narratif par les chaînes de télévision.

## Historique
En 1901, le cinéaste français Ferdinand Zecca utilise pour la première fois ce procédé littéraire pour un film, Histoire d’un crime. Il raconte comment un voleur se rend coupable d’un assassinat sur la personne d'un caissier et comment il est pris de remords, avouant son crime qui lui vaut d’être condamné à la guillotine. « La veille de son exécution, le condamné à mort est profondément endormi dans sa cellule. Sur le mur, au-dessus de son châlit, apparaissent successivement trois souvenirs ». Ce sont d’abord deux réminiscences de son enfance qui semble plutôt heureuse en compagnie de ses parents. La troisième évocation est celle d’un passé tout récent puisqu’on le voit s’adonner au jeu et perdre, face à un tricheur, puis repérer un homme bien habillé, exhibant une bourse bien remplie (les spectateurs peuvent reconnaître le caissier assassiné) ; il suit discrètement sa future victime. « Le dernier souvenir s’estompe et disparaît, le flashback a donné l’illusion de revenir dans le temps, mais l’histoire, elle, continue à aller de l’avant, la porte de la cellule s’ouvre, laissant passer un prêtre et cinq hommes en redingote, l’air sévère, qui réveillent le prisonnier et le conduisent à son dernier supplice. »
« Ferdinand Zecca découvre intuitivement la règle fondamentale qui s’imposera pour construire un flashback au cinéma, il adosse le sien à deux moments extrêmement forts de son récit. Il choisit de ne pas montrer le procès et la condamnation à mort, mais il insiste sur la prise de conscience de l’assassin et ses remords quand celui-ci découvre à la morgue le cadavre de sa victime. Cette scène est le premier pilier. Le second pilier est l’entrée des fonctionnaires dans la cellule pour conduire le condamné à la guillotine. Le flashback, irruption du passé dans le présent, est ainsi un moyen trouvé par Zecca pour entrer dans la tête de son personnage… avant qu’elle ne tombe ! »
Les flashback plaisent au public et sont souvent employés dans le cinéma des années 1910-1920, à tel point que les producteurs s’en inquiètent. Un livre est édité aux États-Unis en 1911, écrit par un certain Epes Winthrop Sargent : The technique of the photoplay,, destiné à mettre en garde les cinéastes, scénaristes ou réalisateurs, contre l’usage abusif de ce qu’ils appellent alors les « visions ». On leur reproche d’interrompre « le flot narratif », « le spectateur passe tout son temps à tenter de mettre de l’ordre dans les faits rapportés ». L’auteur recommande de bien séparer les actions et les visions par des fondus ou des « cartons » (intertitres, leaders en anglais), les flashback doivent être encadrés, balisés, signalés, par un procédé ou par un autre.
En 1912, le film Le Passant, réalisé par Oscar Apfel, pour l'Edison Manufacturing Company, comporte un flashback qui est mis en place par un travelling avant sur le protagoniste, un pauvre vieillard invité à participer au déjeuner d'un cercle de jeunes gens aisés en tant que passant anonyme et amusante curiosité. Ce mouvement de caméra est novateur est le premier « travelling psychologique », comme sera appelé par la suite ce type de travelling avant, qui ouvre la confidence d'un personnage. Le vieil homme commence le récit de sa vie, qui est le récit de sa déchéance. Fondu enchaîné. Flashback : l'homme a l'âge de ses invités, comme eux aujourd'hui il fête bruyamment sa jeunesse avec force boissons. C'est d'ailleurs l'alcool qui lui sera fatal plus tard, et lui fera perdre son emploi et sa fiancée. Le récit en flashback se termine par un travelling arrière où l'on retrouve le vieux passant et ses hôtes qu'il quitte après les avoir bien distraits. Il remarque en partant un tableau qu'il connaît, c'est le portrait de son ex-épouse : le jeune riche qui lui a ouvert sa porte n'est autre que le fils qu'il aurait pu avoir d'elle, et qui bien sûr ignore tout de lui. « L’homme déchu ne peut que rire amèrement devant ce nouveau coup du sort et retourner, sans plus d’explications, à l’anonymat de la rue. »

## Utilisations modernes
Les flashback ne sont pas improvisés au cours du tournage ou, encore moins, durant le montage, mais figurent en tant que tels dès la rédaction du scénario. Aussi, la principale difficulté pour le scénariste, et par la suite pour le réalisateur, est de faire comprendre au spectateur que la scène est située dans le passé. Plusieurs moyens sont à sa disposition pour y parvenir : les costumes ou moyens de transport caractéristiques d'une mode ancienne comme dans Le Parrain, 2e partie, les lieux (par exemple l'ébauche d'une construction, terminée dans le récit principal), les personnages (par exemple plus jeunes, ou présence d'un personnage décédé depuis), la voix off du narrateur comme dans Le jour se lève…
L'effet peut également être souligné par une transition technique telle que le passage au flou entre les deux récits, comme dans Les Ensorcelés, réalisé par Vincente Minnelli, ou un traitement différent de la photographie, comme dans Le Grand Meaulnes, réalisé par Jean-Gabriel Albicocco. Le passage du noir à la couleur et vice versa peut être utilisé, comme l'a fait Otto Preminger dans Bonjour tristesse.
Le plus souvent, à l’image du film de Ferdinand Zecca, le flashback s'articule autour d'un élément fort du récit, qui fait le lien entre le temps principal et un temps antérieur ; puis, grâce à un deuxième élément fort, qui est souvent une variation du premier, le récit principal revient. 
Tous les flashback ne sont pas conformes à la réalité. Certains sont mensongers, comme dans Le Grand Alibi (1950), erronés, comme dans Usual Suspects, ou hypothétiques, comme dans Mort sur le Nil où de multiples scènes montrent comment chaque suspect aurait pu tuer Linet Doyle.
Le flashback peut aussi constituer le corps principal du récit, le temps postérieur servant alors d'élément de mise en place du récit antérieur, d’introduction et de faire-valoir. Le film débute souvent par la mort ou l'enterrement d'un protagoniste de l'histoire, dont on découvre par la suite la biographie : Citizen Kane, Lawrence d'Arabie, Sur la route de Madison.
Mais l'un des protagonistes peut aussi être le narrateur du récit : Les Vestiges du jour, Titanic (1997), La ligne verte. La mort et l'âge avancé créent une émotion liée au regret de personnes décédées ou d'une jeunesse perdue.
Plusieurs séries policières utilisent dès le départ les flashback. L'exemple emblématique est l'ensemble des séries Les Experts, qui s'en servent pour montrer le déroulement du crime, faire visualiser les déclarations des témoins ou illustrer certaines explications scientifiques. Parmi les autres séries policières qui utilisent également le flashback, on peut citer: FBI : Portés disparus, Cold Case : Affaires classées ou encore RIS police scientifique.
Dans la série Desperate Housewives, le flashback est constamment utilisé, aussi bien pour préciser des détails de l’histoire, et notamment profiter de ce que la narratrice omnisciente, Mary-Alice Young, sait tout de l’existence des vivants[Quoi ?], que pour démonter une scène en plusieurs séquences qui ne sont pas présentées au montage dans leur ordre chronologique.[pas clair]
La série Lost, apparue la même année (2004), fait également un usage intensif du flashback, dans toutes les variantes possibles : d'abord pour présenter les personnages et éclairer leurs comportements dans le présent ; puis pour révéler le fait qu'ils sont mystérieusement liés à leur insu (plusieurs d'entre eux s'étant déjà rencontrés, sans le savoir ou sans s'en souvenir, avant le crash aérien qui les a réunis sur l'île) ; puis pour révéler des évènements d'un passé récent s'étant produits sur l'île ; puis à partir de la fin de la troisième saison le procédé narratif s'est subitement retourné en prolepse ou flashforward, employé systématiquement durant la quatrième saison et mettant en parallèle le récit au présent du sauvetage de quelques-uns des rescapés, et leurs déboires futurs à leur retour dans la civilisation ; puis la cinquième saison a introduit une forme particulière de voyage dans le temps, d'abord chaotique (déplacements hasardeux et incontrôlés dans différentes époques du passé et du futur), avant de se stabiliser dans une époque située 30 ans en arrière, correspondant à un évènement déterminant (« l'Incident ») dont ils avaient vaguement entendu parler mais sans savoir que certains d'entre eux en étaient (ou en seraient) directement responsables ; enfin la sixième et dernière saison a introduit encore un nouveau procédé d'alternance du récit, inédit celui-ci, qualifié de « flash-sideways », dont le statut est resté mystérieux jusqu'au tout dernier épisode (et même tellement ambigu finalement que beaucoup l'ont interprété, littéralement, de travers), consistant en une sorte d'univers parallèle recréé dans un au-delà hors du temps par les esprits conjugués des personnages, nourri de leurs expériences passés et des liens qui les ont unis, « pour se souvenir et lâcher prise » (mais qui n'invalide pas pour autant le fait que tous les évènements survenus sur l'île aient été réels). Un motif sonore spécifique signale le début et la fin de chaque séquence en flashback ou flashforward. Il y a généralement plusieurs séquences par épisodes, mais quelques épisodes sont construits sur un flashback unique encadré par une introduction et une conclusion au présent. Le flashback le plus extrême en termes d'écart temporel est celui, dans l'antépénultième épisode (Across the sea, saison 6, épisode 15), qui révèle le passé des deux entités mystiques (Jacob et son frère le « Man in black ») dont le conflit est à l'origine de tous les évènements survenus sur l'île, dont l'époque n'est pas précisée mais qui se déroule au minimum plusieurs siècles en arrière et possiblement plusieurs millénaires ; cet épisode se termine par une scène qui est à la fois un flashback (par rapport au récit principal) et un flashforward (par rapport au récit de cet épisode), renvoyant à une scène située dans un des tout premiers épisodes de la série (diffusé plus de cinq ans auparavant).[à recycler]
Dans la série espagnole La casa de papel, de nombreux flashback sont utilisées dans les parties 3 et 4 afin de pouvoir revoir quelques personnages morts précédemment (parties 1 et 2) tels que « Moscou » ou « Oslo » mais surtout « Berlin », très aimé des téléspectateurs.